# New Mill End
New Mill End est un hameau anglais du Central Bedfordshire.
À New Mill End se trouvaient deux gares ferroviaires concurrentes : la « gare de New Mill End » proprement dite, ouverte en 1860, renommée gare de Luton Hoo en 1891 et fermée en 1965, et la gare de Chiltern Green, ouverte en 1868 et fermée en 1952, qui tirait son nom du hameau voisin, Chiltern Green.
Les bâtiments de la gare de Chiltern Green ont été transformés en logements privés.

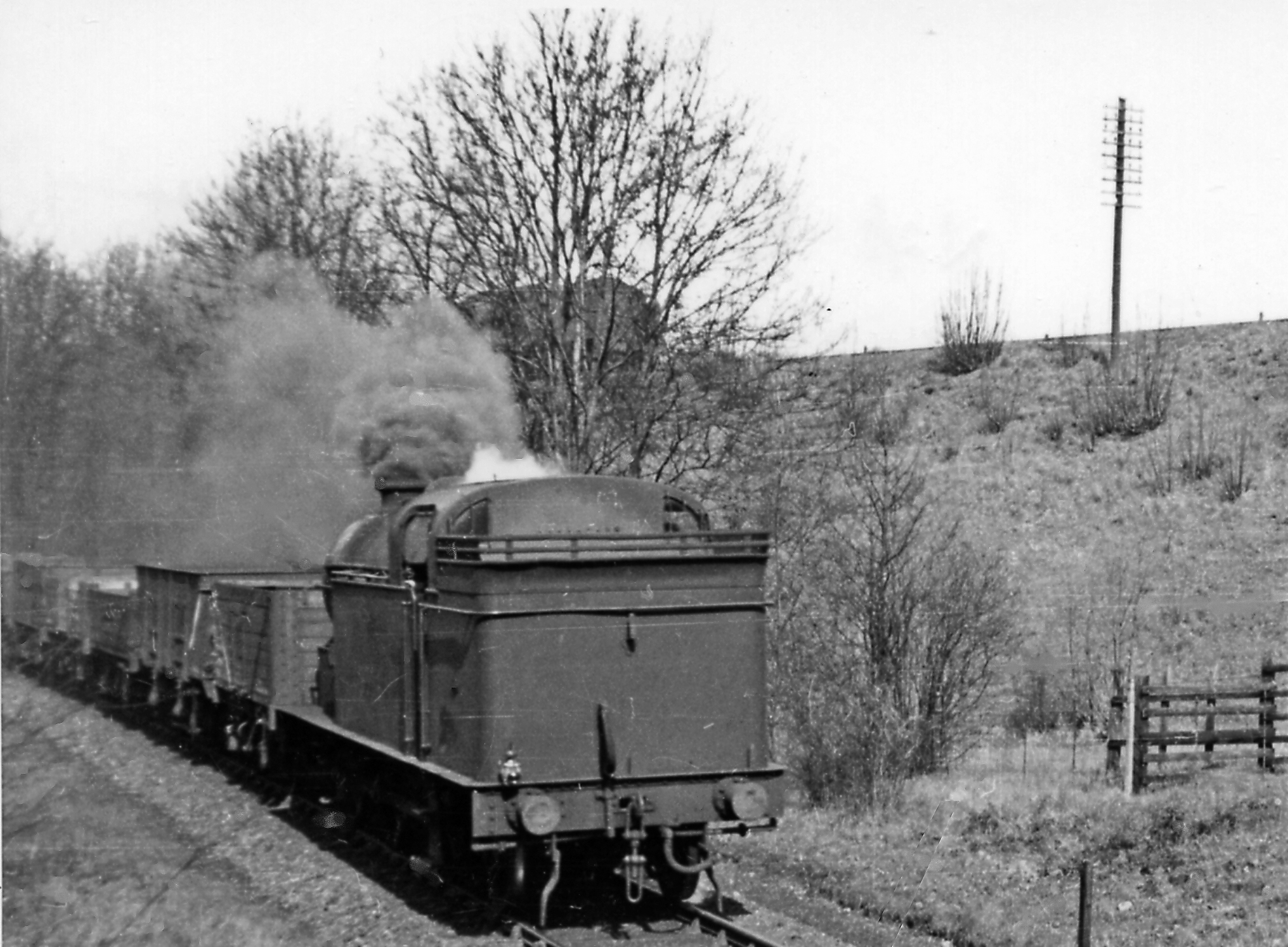
Un train près de la gare de Luton Hoo en 1950.
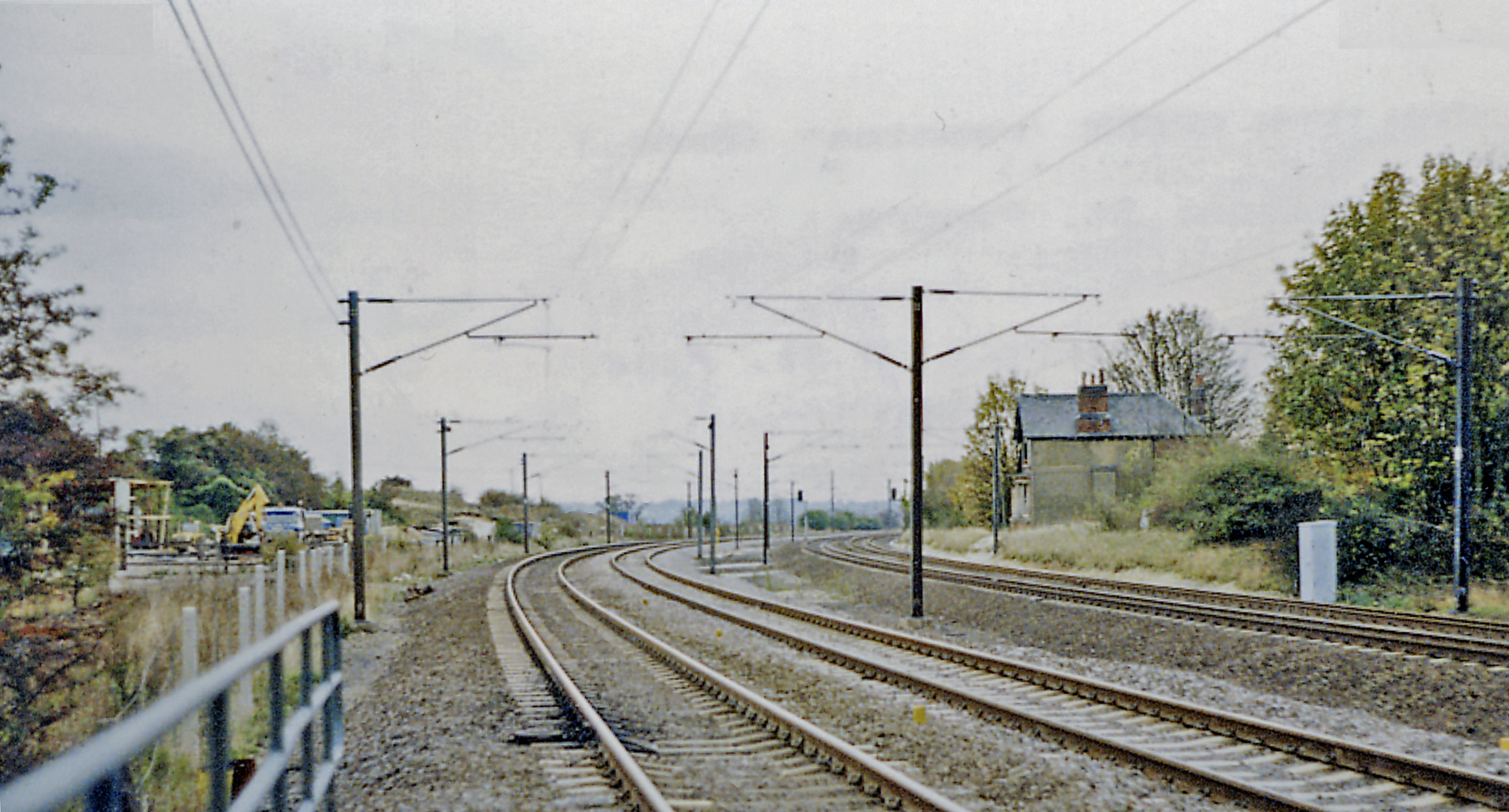
Bâtiment de l'ancienne gare de Chiltern Green (à droite des voies) en 1990.